# Specimen Hunting
Unter dem Specimen Hunting versteht man eine spezielle Variante des Angelsports, die sich mit dem Fang von besonders großen Fischen einer Art (specimen engl. = Muster, Exemplar) beschäftigt. Anders als bei weiteren verbreiteten Formen des Angels geht es in Wettbewerben des Specimen Huntings nicht um das größte Gesamtgewicht der gefangenen Fische, sondern es kommt nur auf das größte gefangene Exemplar einer Art an.
Besonders populär ist das Specimen Hunting in Großbritannien, aber auch in Deutschland gibt es Interesse daran. Typische Fische für den „Specimen Hunter“, wie die Großfischjäger in der Szene genannt werden, sind Hechte, Karpfen und Döbel, aber auch Schleien, Brassen und Karauschen sind im Fokus der Angler.
Im Vereinigten Königreich wird Specimen Hunting durch das British Record Fish Committee geregelt.
Specimen Hunting begann sich im Vereinigten Königreich vor allem nach dem Zweiten Weltkrieg auszubreiten. Maßgeblich war hier Richard Walker, ein Pionier des Specimen Huntings auf Karpfen. Die Aufmerksamkeit der Öffentlichkeit, die seinen Fang – und nachfolgenden Transfer an den London Zoo – des 44-Pfund-Karpfens Clarissa umgab, führte zu einer stark steigenden Popularität des Karpfenfischens im Allgemeinen und des Specimen Huntings im Besonderen.